# Neuhardenberg

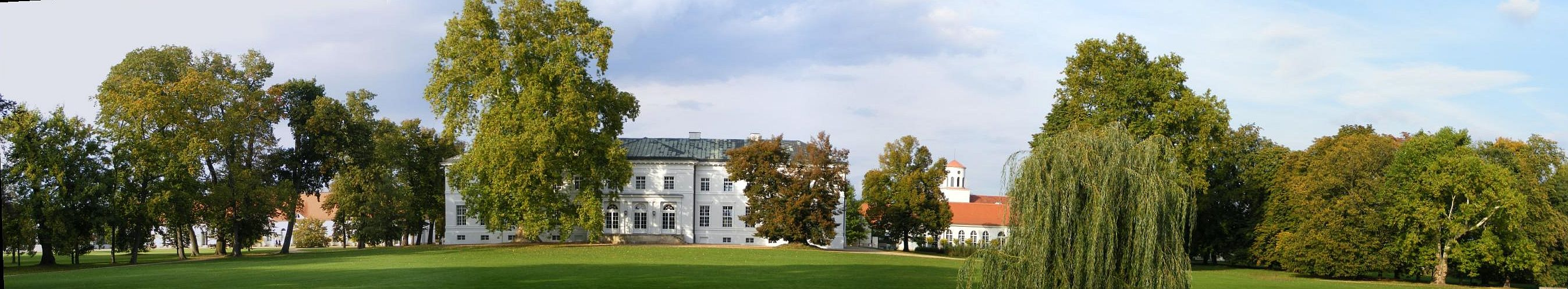
Panorama Schloss Neuhardenberg

Neuhardenberg (bis 1814 Quilitz, 1949–1990 Marxwalde) ist eine amtsangehörige Gemeinde im Bundesland Brandenburg im Landkreis Märkisch-Oderland. Sie wird vom Amt Seelow-Land verwaltet. Bis 2021 war sie Sitz des Amtes Neuhardenberg, das dann aufgelöst wurde.

## Gemeindegliederung
Die Gemeinde Neuhardenberg umfasst laut ihrer Hauptsatzung neben dem Hauptort Neuhardenberg die folgenden Ortsteile:
- Altfriedland mit den bewohnten Gemeindeteilen Altfriedland, Gottesgabe, Karlsdorf und Neufriedland
- Quappendorf mit den bewohnten Gemeindeteilen Quappendorf und Neufeld
- Wulkow bei Trebnitz mit dem bewohnten Gemeindeteil Wulkow

Zu Neuhardenberg gehört auch der Gemeindeteil Bärwinkel.
Hinzu kommen die Wohnplätze Koppel, Lupinenhof und Schlaanhof.

## Geschichte

### Von den Anfängen bis zum 15. Jahrhundert
Erstmals urkundlich erwähnt wurde der Ort im Jahre 1348 als Quilicz (später auch Quilitz). Dieser Name slawischer (altpolabischer) Herkunft ist erkennbar viel älter und kann auf die Anfänge der slawischen Besiedlung dieser Region im 7./8. Jahrhundert zurückgehen. Der Name bedeutet „Ort, an dem Leute eines Mannes namens Kwila wohnen“ bzw. „Kwila-Heim“. Der Personenname Kwila wiederum bedeutet „Greiner, Jammerer“, vgl. protoslawisch *kviliti „weinen, klagen“.
Um 1480 befanden sich in Quilitz mindestens drei Rittergüter. Überliefert sind die Namen von Pfuel, von Schapelow und von Beerfelde.

### Weitere Entwicklung bis 1811
1681 kaufte Kurfürstin Dorothea von Brandenburg, die zweite Ehefrau von Kurfürst Friedrich Wilhelm, dem Großen Kurfürsten, die im Dreißigjährigen Krieg zerstörten Rittergüter für ihre Nachkommen. Nachdem sich Quilitz im Besitz ihres ältesten Sohnes, des Markgrafen Albrecht Friedrich von Brandenburg-Schwedt, befunden hatte, fiel Quilitz 1762 mit dem Tod von dessen Sohn, dem Markgrafen Karl Albrecht von Brandenburg-Schwedt, der ohne erbberechtigten Sohn verstarb, an die preußische Krone zurück. 1763 wurde Quilitz als Dotation von König Friedrich II. von Preußen an seinen Retter in der Schlacht von Kunersdorf (1759), den Rittmeister der Zietenschen Husaren und späteren General der Kavallerie Joachim Bernhard von Prittwitz vergeben. Ein Großbrand zerstörte am 9. Juni 1801 mehr als den halben Ort, der deswegen nach Plänen von Karl Friedrich Schinkel neu angelegt wurde.

### Aus Quilitz wird Neuhardenberg
Zehn Jahre später, am 26. Oktober 1811, verkaufte Friedrich Wilhelm Bernhard von Prittwitz, Sohn des Generals von Prittwitz, Quilitz für 303.715 Reichstaler an die preußische Krone und erwarb Güter in Schlesien. Drei Jahre danach erfolgte erneut eine königliche Dotation des Ortes. Diesmal gingen die Güter Quilitz und Alt-Rosental sowie die Komturei Lietzen an Staatskanzler Karl August Fürst von Hardenberg (1750–1822), der dann Quilitz in Neu-Hardenberg umbenennen ließ.

### Neuhardenberg im 20. Jahrhundert mit zeitweiliger Umbenennung
In der Zeit des Nationalsozialismus trafen sich im Schloss Neuhardenberg wiederholt Mitglieder des deutschen Widerstands gegen Hitler. Nach dem misslungenen Attentat auf Hitler am 20. Juli 1944 verhaftete wenige Tage später die Gestapo in Neuhardenberg den Gutsherrn Carl-Hans Graf von Hardenberg, der sich der Verhaftung durch Selbstmord in der Bibliothek des Schlosses zunächst zu entziehen versuchte, was ihm jedoch nicht gelang. Von Hardenberg wurde in das KZ Sachsenhausen gebracht, wo er den Krieg überlebte. Hardenberg wurde noch von den Nationalsozialisten aufgrund seiner Mitgliedschaft im deutschen Widerstand enteignet. Nach der Bodenreform, die seine Enteignung bestätigte, übersiedelte er zu Verwandten nach Niedersachsen und zählte dort zu den Mitgründern des Hilfswerks 20. Juli 1944.
Nach dem Zweiten Weltkrieg wurde der Ort am 1. Mai 1949 auf Beschluss der Gemeindevertretung vom 19. Februar 1949 zu Ehren von Karl Marx in Marxwalde umbenannt.
Im Jahr 1952 wurde die Marxwalder LPG gegründet und 1954/55 erfolgte die Umgestaltung zum sozialistischen Musterdorf. Die NVA zog 1957 mit einer Garnison und dem Transportfliegergeschwader 44 am Ortsrand ein. Seit 1960 war das Jagdfliegergeschwader 8 der LSK/LV auf dem Flugplatz stationiert.
Nur 18 Kilometer entfernt liegt der Ort Marxdorf, dessen Name jedoch einen anderen Ursprung hat (erstmals 1244 als Marquardestorp erwähnt).

### Rückbenennung in Neuhardenberg und Restaurierung des Schlosses
Nach der politischen Wende 1989/90 wurde der Ort am 1. Januar 1991 in Neuhardenberg (ohne Bindestrich) rückbenannt. Die damalige Gemeindevertretung unter Bürgermeister Burkhard Lier stimmte für diese erneute Umbenennung, weil „es vor allem um die Beseitigung alten Unrechts“ ging.
Im Jahr 1996, nach der Rückübertragung des Schlosses Neuhardenberg an die Familie von Hardenberg, veräußerte diese es an den Deutschen Sparkassen- und Giroverband. Ein Jahr später begann die Restaurierung des Schlosses und des gesamten Areals. Der Schlosspark wurde neu gestaltet und das Denkmal für Friedrich II. restauriert. Am 8. Mai 2002 erfolgte die feierliche Einweihung in Anwesenheit des damaligen Bundespräsidenten Johannes Rau. Seitdem wird es als Hotel gehobenen Standards und Veranstaltungsstätte betrieben. So diente das Schloss in den Jahren 2003 und 2004 als Ort für Klausurtagungen der Bundesregierung.

### Verwaltungsgeschichte und Eingemeindungen

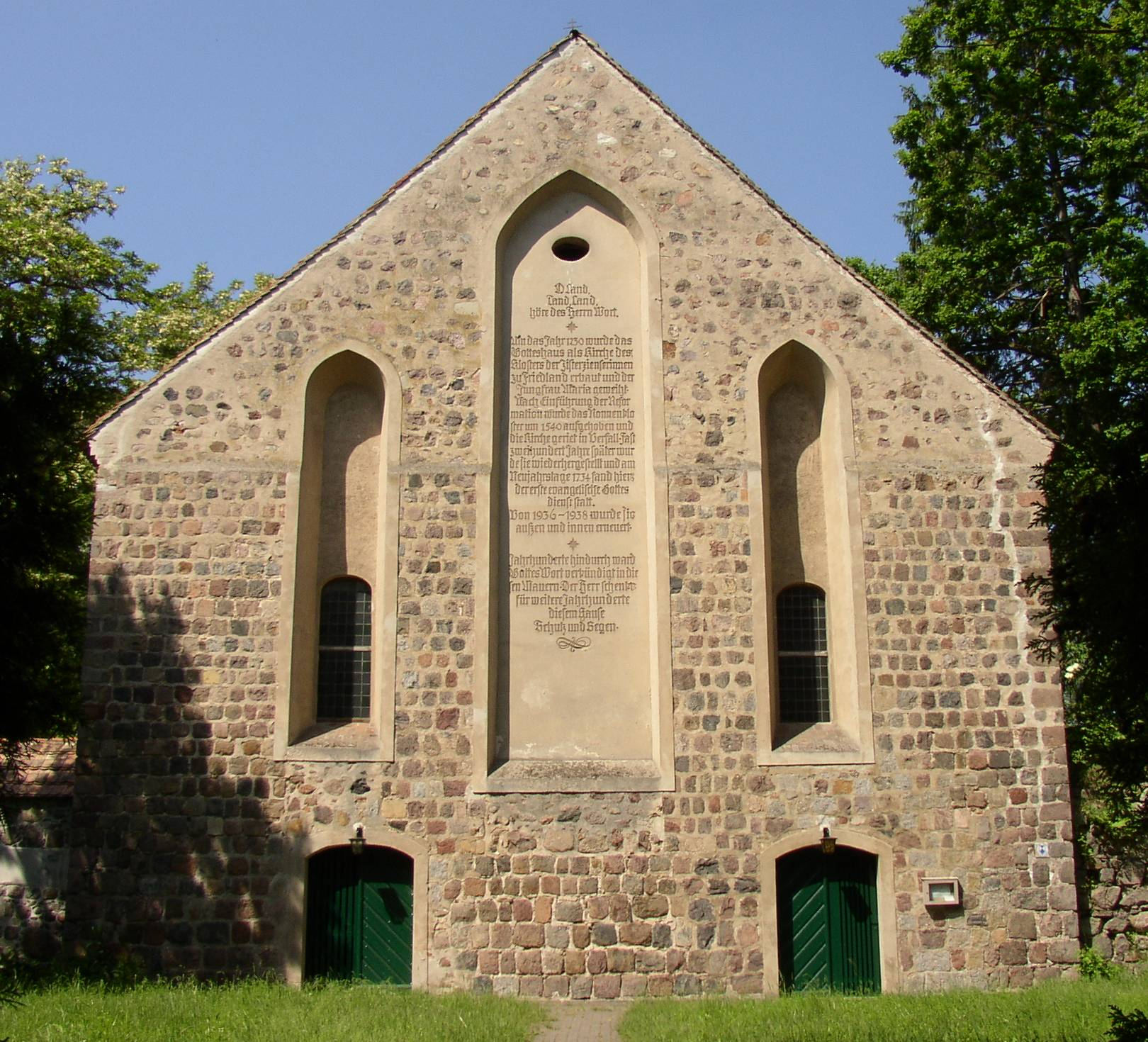
Kirche des ehemaligen Klosters Friedland in Altfriedland

Neuhardenberg gehörte seit 1817 zum Kreis Lebus in der Provinz Brandenburg und ab 1952 zum Kreis Seelow im DDR-Bezirk Frankfurt (Oder). Seit 1993 liegt die Gemeinde im brandenburgischen Landkreis Märkisch-Oderland.
In die Gemeinde Neuhardenberg wurden per Gesetz am 1. Mai 1998 die Gemeinden Altfriedland und Wulkow und am 26. Oktober 2003 die Gemeinde Quappendorf eingegliedert.
Obwohl die Klage von Quappendorf gegen die Zwangseingemeindung vom Landesverfassungsgericht Brandenburg abgewiesen wurde, beschloss die ehemalige Gemeinde (mit Unterstützung aller Gemeinden und deren Ortsteile des Amtes Neuhardenberg), dagegen vor dem Bundesverfassungsgericht zu klagen, blieb aber letztlich erneut erfolglos, da die Verfassungsbeschwerde nicht zur Entscheidung angenommen wurde.

## Bevölkerungsentwicklung
| Jahr | Einwohner |
| ---- | --------- |
| 1875 | 1 623     |
| 1890 | 1 481     |
| 1910 | 1 274     |
| 1925 | 1 293     |
| 1933 | 1 237     |
| 1939 | 1 182     |

| Jahr | Einwohner |
| ---- | --------- |
| 1946 | 1 423     |
| 1950 | 1 573     |
| 1964 | 1 925     |
| 1971 | 2 684     |
| 1981 | 3 305     |
| 1985 | 3 720     |

| Jahr | Einwohner |
| ---- | --------- |
| 1990 | 3 710     |
| 1995 | 3 363     |
| 2000 | 3 073     |
| 2005 | 2 924     |
| 2010 | 2 672     |
| 2015 | 2 715     |

| Jahr | Einwohner |
| ---- | --------- |
| 2020 | 2 812     |
| 2021 | 2 794     |
| 2022 | 2 589     |
| 2023 | 2 610     |
| 2024 | 2 504     |

Gebietsstand des jeweiligen Jahres, Einwohnerzahl: Stand 31. Dezember (ab 1991), ab 2011 auf Basis des Zensus 2011, ab 2022 auf Basis des Zensus 2022

## Politik

### Gemeindevertretung
Die Gemeindevertretung von Neuhardenberg besteht entsprechend der Einwohnerzahl der Gemeinde aus 16 Gemeindevertretern und dem ehrenamtlichen Bürgermeister. Die Kommunalwahl am 9. Juni 2024 führte bei einer Wahlbeteiligung von 65,3 % zu folgendem Ergebnis:
| Partei / Wählergruppe           | Stimmenanteil 2019 | Sitze 2019 |        | Stimmenanteil 2024 | Sitze 2024 |
| ------------------------------- | ------------------ | ---------- | ------ | ------------------ | ---------- |
| Gemeinsam für Neuhardenberg     | –                  | –          | 32,8 % | 5                  |            |
| Die Linke                       | 38,8 %             | 6          | 25,1 % | 4                  |            |
| AfD                             | –                  | –          | 22,9 % | 3                  |            |
| Einzelbewerber Dieter Arndt     | 17,5 %             | 1          | 10,1 % | 1                  |            |
| Einzelbewerber Bastian Hölscher | –                  | –          | 03,0 % | 1                  |            |
| FDP                             | –                  | –          | 02,0 % | –                  |            |
| Bündnis 90/Die Grünen           | 02,8 %             | –          | 01,8 % | –                  |            |
| dieBasis                        | –                  | –          | 01,4 % | –                  |            |
| Die Heimat (bis 2023 NPD)       | 03,5 %             | 1          | 00,9 % | –                  |            |
| Aktiv für Neuhardenberg         | 32,3 %             | 5          | –      | –                  |            |
| SPD                             | 05,1 %             | 1          | –      | –                  |            |
| Insgesamt                       | 100 %              | 14         | 100 %  | 14                 |            |

2024 trat die Linke in einer Listenvereinigung mit der Offenen Liste an.
Bei der Wahl 2019 entsprach der Stimmenanteil des Einzelbewerbers Dieter Arndt drei Sitzen. Daher blieben nach § 48 (6) des Brandenburgischen Kommunalwahlgesetzes zwei Sitze in der Gemeindevertretung unbesetzt.
Bei der Wahl 2024 entfielen auf Dieter Arndt zwei Sitze, sodass wiederum ein Sitz nicht besetzt wird. Auf die AfD entfielen vier Sitze, von denen einer unbesetzt bleibt, weil die Partei nur drei Kandidaten nominiert hatte.

### Bürgermeister
- 1990–1993: Burkhard Lier
- 1994–2002: Albert Lipfert (SPD)
- 2002–2004: Michael Kernchen (PDS)
- 2004–2014: Mario Eska[18]
- 2014–2019: Detlef Korbanek[19]
- 2019–2024: Mario Eska (Die Linke)
- seit 2024: Denny Rüdiger (Gemeinsam für Neuhardenberg)

Rüdiger wurde in der Bürgermeisterstichwahl am 30. Juni 2024 gegen den Amtsinhaber Eska mit 62,4 % der gültigen Stimmen zum ehrenamtlichen Bürgermeister gewählt. Seine Amtszeit beträgt fünf Jahre.

### Wappen
| Wappen von Neuhardenberg | Blasonierung: „Halbgespalten und geteilt; Feld 1: in Silber ein silbern-bewehrter, rot-gezungter schwarzer Keilerkopf, Feld 2: in Rot ein silbernes Johanniterkreuz, Feld 3: in fünf Reihen schwarz-gold geschacht.“ |
| Wappen von Neuhardenberg | Das Wappen wurde am 8. September 1997 durch das Ministerium des Innern genehmigt. |

### Flagge
„Die Flagge ist Rot - Gelb - Rot (1:2:1) gestreift und mittig mit dem Gemeindewappen belegt.“

### Partnergemeinde
Partnergemeinde ist seit 1990 die niederrheinische Stadt Hamminkeln.

## Bauwerke

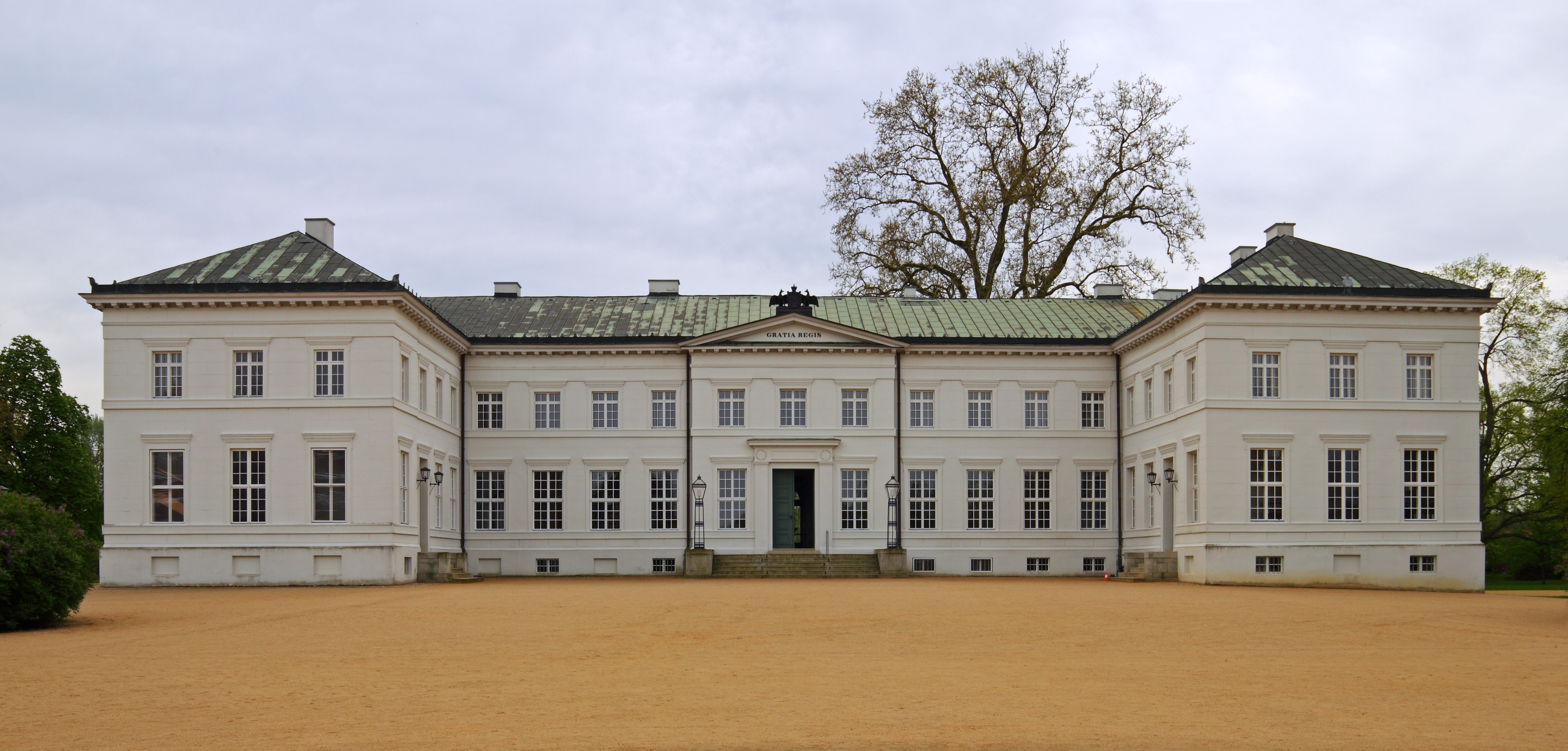
Schloss Neuhardenberg

Die Liste der Baudenkmale in Neuhardenberg enthalten alle eingetragenen Baudenkmale des Landes Brandenburg für diesen Ort. Neuhardenberg ist Mitglied der Arbeitsgemeinschaft „Historische Dorfkerne im Land Brandenburg“.

### Schloss
Ein weithin bekanntes Gebäude ist das Schloss Neuhardenberg. 1785–1790 ließ Joachim Bernhard von Prittwitz anstelle des markgräflichen Amtshauses ein Schloss erbauen, eine eingeschossige Dreiflügelanlage mit einem hohen Mansarddach. 1820–1822 ließ Fürst Karl August von Hardenberg das Schloss durch Schinkel zu einem zweigeschossigen, klassizistischen Landschloss umbauen; aus dem Mansarddach wurde ein Obergeschoss und eine steinerne Balustrade umgab das Dach, der Mittelrisalit wurde durch zwei Adler, die das Hardenbergsche Familienwappen flankieren, gekrönt. 1852 wurde die Dachbalustrade wieder entfernt, da die Dachentwässerung nicht funktionierte und der Mittelrisalit erhielt einen Dreiecksgiebel. Nach Ende des Zweiten Weltkrieges diente das Schloss bis 1975 als Schule. In den 1980er Jahren diente es als Bezirks-Kulturakademie, also eine Weiterbildungseinrichtung des Kulturbundes.

### Schinkelkirche

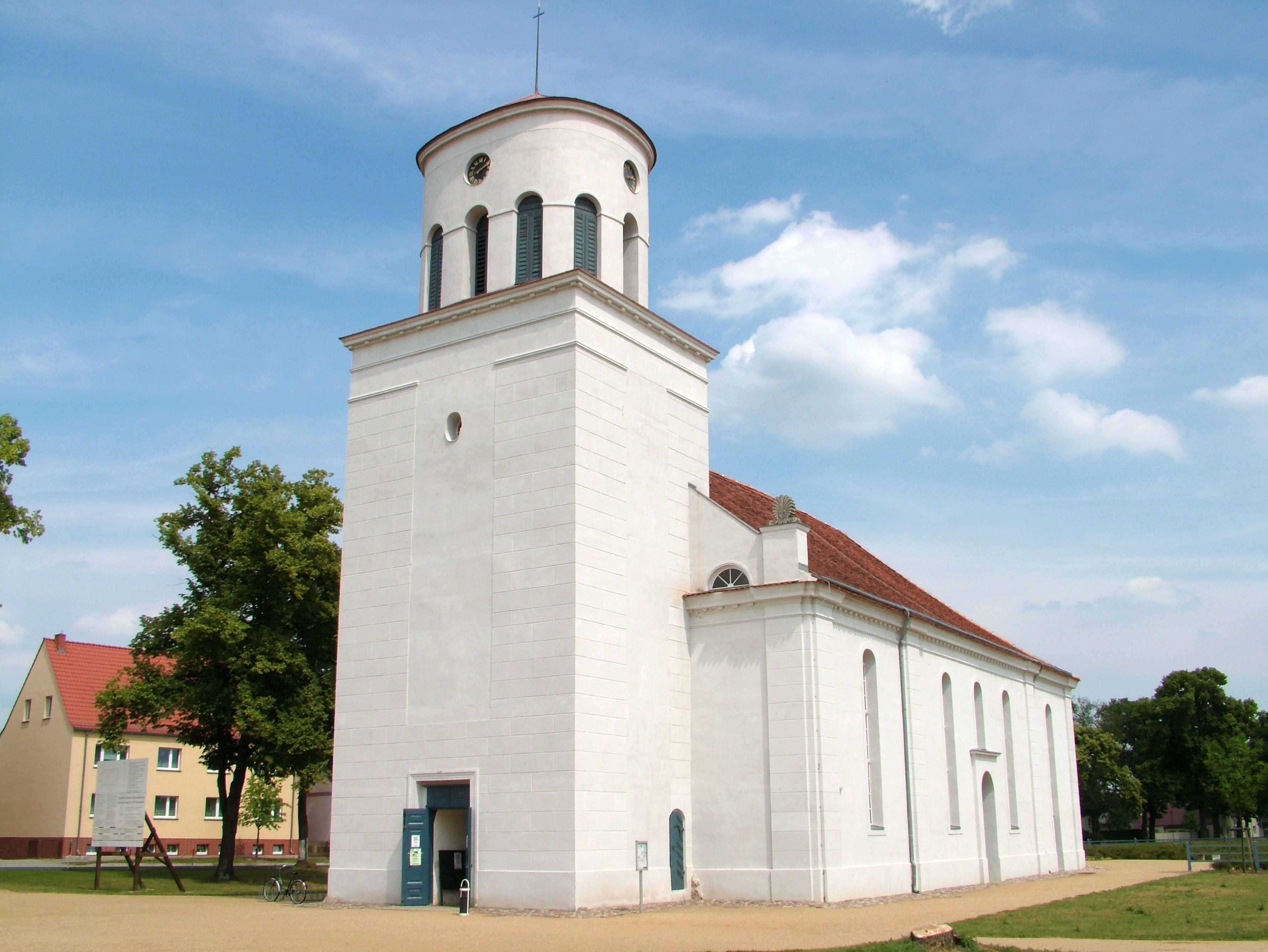
Schinkelkirche

Neuhardenberg erhielt 1802–1809 unter Einbeziehung der Reste der ausgebrannten barocken Dorfkirche nach einem Plan von Karl Friedrich Schinkel ein Gotteshaus im klassizistischen Stil. Die Kirche ist als Schinkel-Kirche Neuhardenberg bekannt. Der Wriezener Baumeister Neubarth führte die Arbeiten einst aus. Nachdem der Staatskanzler Karl August von Hardenberg 1814 das damalige Quilitz als Schenkung erhalten hatte, wurde Schinkel auch mit der Neugestaltung des Kircheninnenraums beauftragt. Die Einweihung der neuen Innenausstattung erfolgte 1817 anlässlich des 300. Reformationsjubiläums.
Schinkel entwarf auch den Taufstein, den Theodor Kalide mit Figuren und Reliefs in Eisenguss ausführte.
Nach dem Tod Hardenbergs wurde 1823 an der Ostwand der Kirche ein ebenfalls von Schinkel für den Staatskanzler entworfenes Mausoleum in Gestalt eines dorischen Antentempels angebaut; sein Herz ist auf seinen Wunsch im Altar der Kirche bestattet. An das Mausoleum schließt sich ein Friedhof an, auf welchem Nachfahren des Staatskanzlers beigesetzt sind. 1991 konnte hierher die Urne des 1958 in Frankfurt am Main verstorbenen Carl-Hans Graf von Hardenberg überführt werden. In der Kirche finden sich noch heute die Grabplatten für Joachim Bernhard von Prittwitz, den Besitzer des einstigen Quilitz und späteren Neuhardenberg, und für dessen Ehefrau.

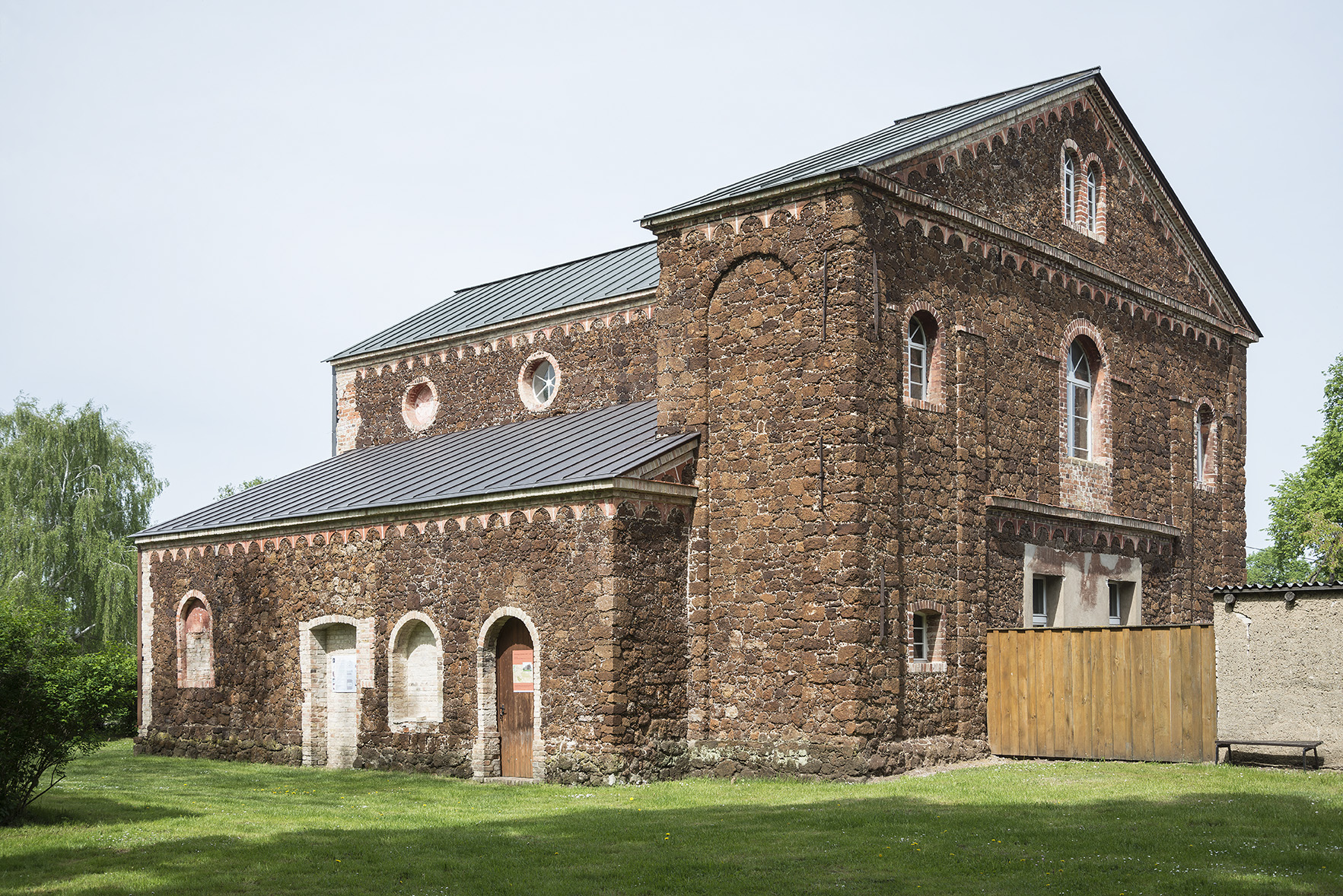
Molkenhaus Bärwinkel

### Molkenhaus Bärwinkel
Das Gebäudeensemble im Gemeindeteil Bärwinkel war ein im Kern 1802–1803 errichtetes Vorwerk und besteht aus dem Verwalter- und Molkenhaus sowie zwei weiteren Wirtschaftsgebäuden in Form einer Ornamental Farm und gilt als das erste architektonische Hauptwerk Schinkels.

### Weitere Sehenswürdigkeiten

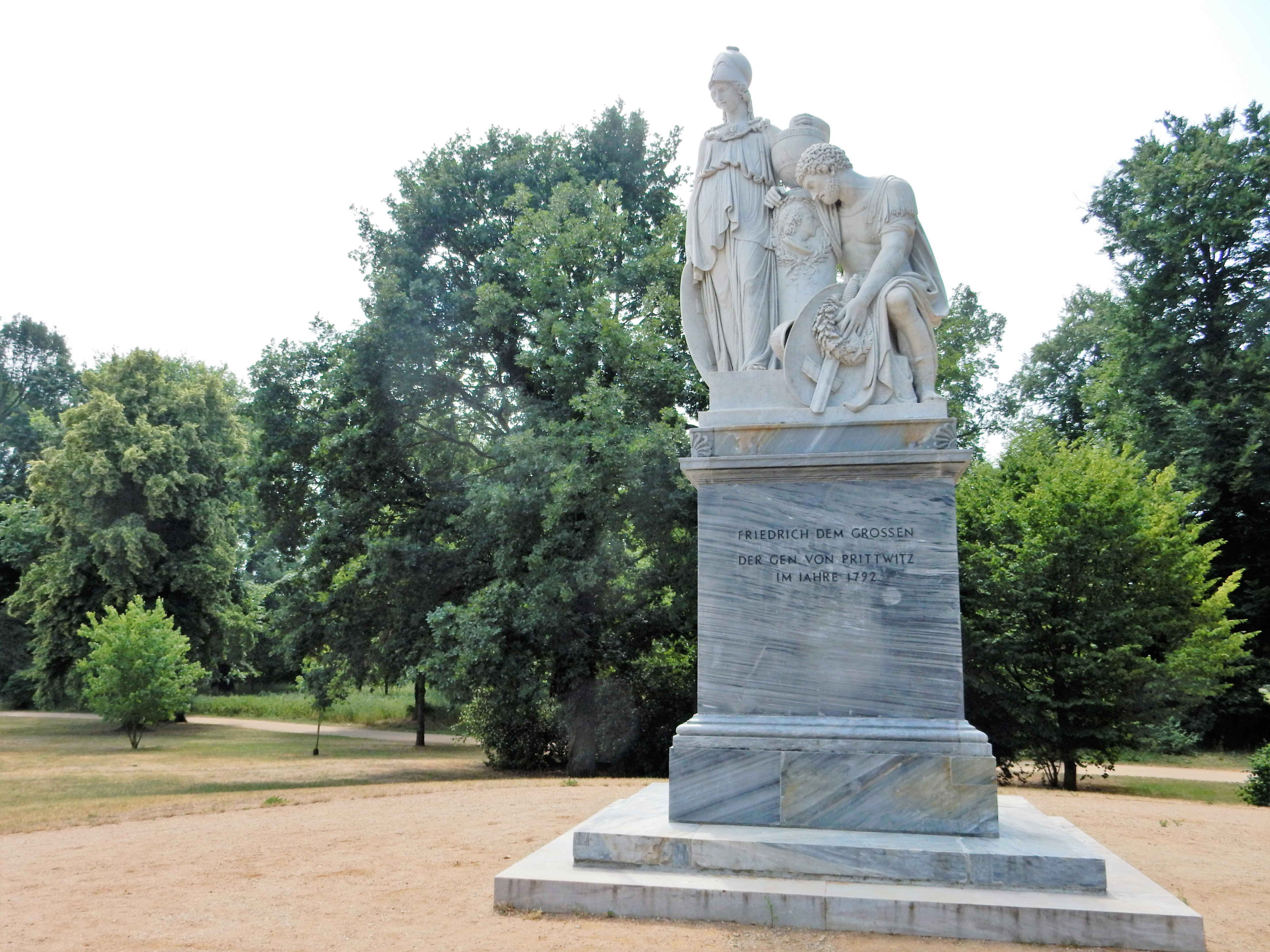
Denkmal für Friedrich II.

- Denkmal für König Friedrich II. im Schlossgarten: 1792 von Johann Wilhelm Meil (1733–1805) entworfen und vom italienischen Bildhauer Giuseppe Martini aus Lucca ausgeführt; zeigt Joachim Bernhard von Prittwitz und Gaffron und dessen Gattin, die als Mars und Minerva kostümiert an der Urne Friedrichs II. trauern. Es ist das erste Denkmal für Friedrich II. und wurde bereits sechs Jahre nach dessen Tod errichtet.
- Zwei Gedenksteine von 1995 am Standort des Außenlagers Wulkow des KZ Theresienstadt zur Erinnerung an das Leiden der jüdischen Häftlinge: an der Straße zwischen Hermersdorf und Wulkow, sowie am Ortsausgang Wulkow Richtung Neuhardenberg
- Karl-Marx-Büste am westlichen Ende des Dorfangers. Sie wurde am 5. Mai 1988 eingeweiht, nach der politischen Wende 1989 vom Sockel gestürzt. 1993 wurde sie auf Initiative der PDS feierlich wieder aufgestellt.
- Friedrich-Engels-Büste in der Friedrich-Engels-Straße vor der Grundschule, am 12. Juni 1988 eingeweiht
- Gedenkstein auf dem Flugplatz Neuhardenberg für neun ehemalige Einwohner von Neuhardenberg, die ums Leben kamen, als am 13. September 1997 vor der Küste Namibias eine Tu-154 der deutschen Luftwaffe mit einem amerikanischen Militärtransporter kollidierte (siehe: Flugzeugkollision vor Namibia 1997).
- Quappenwanderweg von Neuhardenberg nach Quappendorf

## Wirtschaft und Infrastruktur
In der DDR-Zeit lag der Schwerpunkt auf der Landwirtschaft. Man baute auf dem kargen Boden Gemüse und Roggen an, die LPG Pflanzenproduktion hatte 400 Mitarbeiter. Nach der Wende erfolgte eine Reprivatisierung der Bauernbesitzungen und einige wenige erzeugen weiterhin Gemüse und Getreide. Ein Baubetrieb wurde gegründet, in dem die verschiedenen Handwerker eine Arbeitsmöglichkeit bekamen. Der frühere Holzverarbeitungsbetrieb, spezialisiert auf die Großproduktion von Gartengerätenstielen, stellt nun Fenster her. Die neuen Angebote richten sich an Touristen, die die Landschaft genießen oder das Schloss besichtigen wollen. Im Ort gibt es im 21. Jahrhundert eine Entenzucht- und Mastanlage.

### Verkehr
Neuhardenberg liegt an der Bundesstraße 167 zwischen Wriezen und Seelow.
Bei Neuhardenberg liegt der Flugplatz Neuhardenberg, der weiterhin genutzt wird. 2012 entstand auf dem Flugplatz und der ehemaligen Kaserne in nur fünfwöchiger Bauzeit auf 240 ha der Solarpark Neuhardenberg, auf dem 2019 der erste Elektro-Porsche Taycan der Öffentlichkeit vorgestellt wurde. Mit 145 MWp war diese Anlage bei Inbetriebnahme der größte Solarpark Deutschlands.

### Bildung, Kultur und Sport
Bis zum Jahr 2001 gab es im heutigen Ortsteil zwei Schulen, die Marchlewski-Schule am Schloss, die 2001 abgerissen wurde, und die Friedrich-Engels-Schule (seit 2006 Grundschule am Windmühlenberg), die nun alle Grundschüler des Amtes Neuhardenberg aufnimmt. Auf der Fläche der früheren Schule entstand ein Hubschrauberlandeplatz für die Gäste des Schloss-Hotels.
Als regelmäßige Veranstaltung hat sich seit 2002 die Neuhardenberg-Nacht etabliert, die von mehreren Tausend Personen besucht wird.
Viele Luftfahrtinteressierte treffen sich zu Flugschauen auf dem anliegenden Flugplatz. Dort hat sich das Flugplatzmuseum im Bereich der ehemaligen 2. Staffel des JG-8 ein neues Domizil geschaffen. Hier werden zwei ausgemusterte Militärflugzeuge (MiG-21) und viele weitere Kleinteile aus Militärbeständen ausgestellt. Im November 2010 kam noch ein Hubschrauber vom Typ Mi-8T hinzu, der jedoch auf Grund von Restaurierungsmaßnahmen noch nicht ausgestellt wird. Ein weiteres Highlight ist ein Militärflugzeug (MiG-21), welches durch das Luftwaffenmuseum in Gatow 2013 als Dauerleihgabe zur Verfügung gestellt wurde; ein Flugzeug, das in den 1980er Jahren hier wirklich geflogen ist.

## Persönlichkeiten

### Ehrenbürger
- 2007, 20. Januar: Sigmund Jähn (1937–2019), Kosmonaut, erster Deutscher im All, wohnte von 1960 bis 1978 in Marxwalde, an seinem früheren Wohnhaus wurde eine Gedenktafel angebracht.[24]
- 2016, 9. September: Albert Lipfert (1930–2020), ehrenamtlicher Bürgermeister von Neuhardenberg 1994–2002[25][26]
- 2016, 9. September: Christa Starke (1936–2020) für ihr Engagement für die Schinkelkirche Neuhardenberg[25][27][28]

### Söhne und Töchter der Gemeinde
- Johann Friedrich Grael (1707–1740), deutscher Baumeister
- Helmuth Wilhelm Graf von Hardenberg (1842–1915), preußischer Generalmajor
- Werner Thärichen (1921–2008), Schlagzeuger, Pauker der Berliner Philharmoniker von 1948 bis 1984 und Komponist

### Mit Neuhardenberg verbundene Persönlichkeiten
- Joachim Bernhard von Prittwitz (1726–1793), preußischer General der Kavallerie, Retter König Friedrichs II. von Preußen in der Schlacht von Kunersdorf
- Johann Boehmer (1779–1853), Pfarrer in Quilitz, berief 1811 die erste Schullehrerkonferenz in Preußen nach Quilitz ein
- Walter Ruppin (1885–1945), nationalsozialistischer Politiker und Funktionär, ab 1914 Arzt in Neuhardenberg
- Ernst Tietze (1887–1967), Lehrer und Heimatforscher
- Carl-Hans Graf von Hardenberg (1891–1958), Besitzer des Gutes Neuhardenberg, Widerstandskämpfer gegen den Nationalsozialismus, Mitbegründer des Hilfswerks 20. Juli 1944, Oberstleutnant d.R.
- Albert Lipfert (1930–2020), seit 1959 Tierarzt des Ortes, später Landrat und 1994–2002 Bürgermeister von Neuhardenberg, seit 2016 Ehrenbürger
- Ronny Weller (* 1969), Gewichtheber, begann seine sportliche Laufbahn in Marxwalde